# Герд Кіше
Герд Кіше (нім. Gerd Kische, нар. 23 жовтня 1951, Тетеров) — східнонімецький футболіст, що грав на позиції захисника.
Виступав, зокрема, за клуб «Ганза», а також національну збірну НДР. У складі збірної — олімпійський чемпіон.

## Клубна кар'єра
Народився 23 жовтня 1951 року в місті Тетеров. Вихованець футбольної школи клубу «Пост» (Нойбранденбург), за основну команду якої виступав у другому дивізіоні країни.
Своєю грою за цю команду привернув увагу представників тренерського штабу вищолігового клубу «Ганза», до складу якого приєднався влітку 1970 року. Відіграв за клуб з Ростока наступні одинадцять сезонів своєї ігрової кар'єри. Більшість часу, проведеного у складі «Ганзи», був основним гравцем захисту команди. Команда Герда здебільшого боролась за виживання і за цей час тричі вилітала з Оберліги, але кожен раз з першої спроби у 1975, 1977 та 1979 роках Кіше вигравав з клубом другий дивізіон і повертався до еліти. Загалом у вищому дивізіоні провів 182 ігор і забив 11 голів.
Протягом 1981—1983 років захищав кольори клубу «Бау» (Росток) у другому дивізіоні, а завершив ігрову кар'єру у рідному «Пості» (Нойбранденбург) навесні 1984 року.

## Виступи за збірну
16 серпня 1971 року дебютував в офіційних матчах у складі національної збірної НДР в товариському матчі проти Мексики (1:0).
У складі збірної був учасником єдиного для своєї країни чемпіонату світу 1974 року у ФРН. На турнірі він зіграв у всіх шести матчах, а команда не подолала другий груповий етап.
У 1976 році Кіше у складі олімпійської збірної поїхав в Монреаль на XXI літні Олімпійські ігри, на яких зіграв у всіх п'яти матчах своєї команди, яка стала чемпіоном.
Загалом протягом кар'єри у національній команді, яка тривала 10 років, провів у її формі 59 матчів.

## Титули і досягнення
- Чемпіон Європи (U-18): 1970
- Олімпійський чемпіон: 1976